# 长柄异木患
长柄异木患（学名：Allophylus longipes）为无患子科异木患属下的一个种。其种加词“Longipes”意为“长梗的”，“长柄的”。